# أدفاتشرلاند
أدفاتشرلاند (بالإنجليزية: Adventureland)‏ ، هي لعبة فيديو من نوع مغامرات فردية أنتجت عام 1978م، طورها ونشرها شركة أدفاتشر إنترناشيونال.

## وصلات خارجية
- Playable Adventureland in Java
- Adventureland على موبي غيمز
- Scott Adams' Graphic Adventure #1: Adventureland على موبي غيمز